# Gobierno y política de Túnez

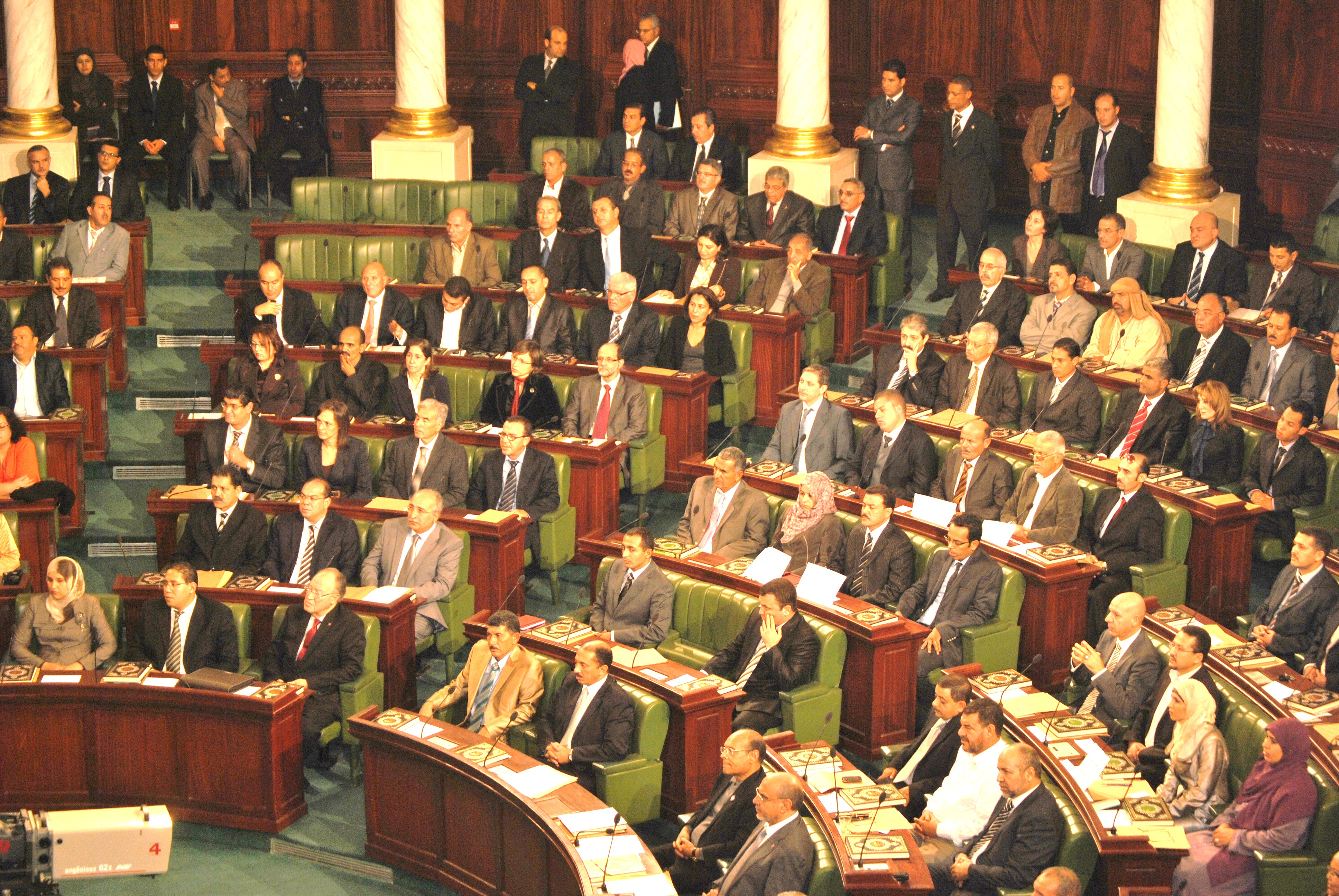
Constitución en 2011

Túnez es una República presidencialista. Consiguió la independencia el 20 de marzo de 1956.

## La Constitución de 2014
La Constitución tunecina de 2014 vigente fue elaborada por una Asamblea constituyente y promulgada 26 de enero de 2014.

## El poder legislativo
En virtud del artículo 50 de la nueva Constitución, el poder legislativo es ejercido por el pueblo a través de los miembros electos de la Asamblea de Representantes del Pueblo y un referéndum. La Asamblea está compuesta por 217 miembros elegidos por sufragio universal para cinco años.

## El poder ejecutivo
El poder ejecutivo es ejercido conjuntamente por el presidente y el jefe de gobierno . El Presidente de la República de Túnez es elegido por sufragio universal directo por un período de 5 años. Cualquier persona entre 35 años por lo menos, musulmán, nacionalidad tunecina desde su nacimiento y sin otra nacionalidad - o cometer formalmente renunciar a cualquier otra nacionalidad - puede ser un candidato para la elección presidencial de Túnez. De conformidad con el artículo 75 de la Constitución, ninguna persona puede servir más de dos períodos en el cargo, ya sea sucesiva o separados ; esta disposición no puede ser modificado para aumentar el número de términos que pueden ser llenados por el mismo presidente.

## El Tribunal Constitucional
La Constitución de 2014 establece un Tribunal Constitucional. Este último se compone de 12 miembros, con la experiencia de 20 años y designado por un único período de 9 años. Dos tercios están especializados en derecho. El Presidente de la República, el presidente de la Asamblea de Representantes del Pueblo y el Consejo Superior de la Judicatura cada proponer cuatro candidatos ; la Asamblea de Representantes del Pueblo aprueba las nominaciones para la mayoría de tres quintas partes. El Tribunal Constitucional nombra a uno de sus miembros, un presidente y un vicepresidente, tanto que se especializa en la ley.
- Datos: Q977451
- Multimedia: Politics of Tunisia / Q977451